# Quinto Marcio Barea Sorano (console 34)
Quinto Marcio Barea Sorano (in latino Quintus Marcius Barea Soranus; fl. I secolo) è stato un politico romano del I secolo.

## Biografia
Sorano fu console suffetto nel 34 con Tito Rustio Nummio Gallo e proconsole in Africa nel 41-43.
Sorano era anche uno dei quindecimviri sacris faciundis, il collegio di sacerdoti romani incaricati della cura degli oracoli sibillini, oltre ad essere stato nominato fetial.
Iscrizioni ritrovate nella provincia africana ne attestano l'influenza: egli liberò un certo numero di schiavi africani, che in seguito usarono il suo gentilicum "Marcius" come proprio.

## Famiglia
Attraverso un'iscrizione trovata a Leptis Magna, sappiano che il prenomen di suo padre era Gaio, mentre sua madre era Artoria, una delle due figlie di Marco Artorio Gemino, primo prefetto e legato dell'erario militare al tempo di Augusto.
Sorano ebbe inoltre due figli: l'omonimo Quinto Marcio Barea Sorano, console suffetto nel 52, e Quinto Marcio Barea Sura, nonno dell'imperatore Traiano.